# Metallura iracunda
Metallura iracunda е вид птица от семейство Колиброви (Trochilidae). Видът е застрашен от изчезване.

## Разпространение
Видът е разпространен във Венецуела и Колумбия.